# Patinação de velocidade nos Jogos Olímpicos de Inverno de 2022 - 1000 m masculino
A prova de 1000 m masculino da patinação de velocidade nos Jogos Olímpicos de Inverno de 2022 ocorreu no Oval Nacional de Patinação de Velocidade, localizado em Pequim, em 18 de fevereiro.

## Medalhistas
| Ouro   | NED Thomas Krol                 |
| Prata  | CAN Laurent Dubreuil            |
| Bronze | NOR Håvard Holmefjord Lorentzen |

## Recordes
Antes desta competição, os recordes mundiais e olímpicos da prova eram os seguintes:
| Tipo | Atleta            | Tempo       | Local          | Data                    |
| ---- | ----------------- | ----------- | -------------- | ----------------------- |
|      | Pavel Kulizhnikov | 1:05.69 min | Salt Lake City | 15 de fevereiro de 2020 |
|      | Gerard van Velde  | 1:07.18 min | Salt Lake City | 16 de fevereiro de 2002 |

## Resultados
| Pos. | Par | Raia | Atleta                      | País               | Tempo    | Diferença | Notas            |
| ---- | --- | ---- | --------------------------- | ------------------ | -------- | --------- | ---------------- |
| 01 ! | 13  | I    | Thomas Krol                 | NED Países Baixos  | 1:07.92  | —         | Recorde de pista |
| 02 ! | 15  | I    | Laurent Dubreuil            | CAN Canadá         | 1:08.32  | + 0.40    |                  |
| 03 ! | 13  | O    | Håvard Holmefjord Lorentzen | NOR Noruega        | 1:08.48  | + 0.56    |                  |
| 4    | 4   | I    | Piotr Michalski             | POL Polônia        | 1:08.56  | +0.64     |                  |
| 5    | 14  | I    | Ning Zhongyan               | CHN China          | 1:08.60  | +0.68     |                  |
| 6    | 12  | I    | Ignat Golovatsiuk           | BLR Bielorrússia   | 1:08.64  | +0.71     |                  |
| 7    | 11  | I    | Marten Liiv                 | EST Estônia        | 1:08.65  | +0.73     |                  |
| 8    | 12  | O    | Viktor Mushtakov            | ROC                | 1:08.74  | +0.82     |                  |
| 9    | 10  | O    | Cornelius Kersten           | GBR Grã-Bretanha   | 1:08.79  | +0.87     |                  |
| 10   | 14  | O    | Hein Otterspeer             | NED Países Baixos  | 1:08.80  | +0.88     |                  |
| 11   | 6   | I    | Pavel Kulizhnikov           | ROC                | 1:08.87  | +0.95     |                  |
| 12   | 11  | O    | Connor Howe                 | CAN Canadá         | 1:08.97  | +1.05     |                  |
| 13   | 1   | O    | Damian Żurek                | POL Polônia        | 1:09.08  | +1.16     |                  |
| 14   | 7   | I    | Jordan Stolz                | USA Estados Unidos | 1:09.12  | +1.20     |                  |
| 15   | 5   | I    | David Bosa                  | ITA Itália         | 1:09.35  | +1.43     |                  |
| 16   | 3   | I    | Wataru Morishige            | JPN Japão          | 1:09.47  | +1.55     |                  |
| 17   | 2   | I    | Dmitriy Morozov             | KAZ Cazaquistão    | 1:09.61  | +1.69     |                  |
| 18   | 10  | I    | Cha Min-kyu                 | KOR Coreia do Sul  | 1:09.69  | +1.77     |                  |
| 19   | 4   | O    | Lian Ziwen                  | CHN China          | 1:09.93  | +2.01     |                  |
| 20   | 9   | I    | Ryota Kojima                | JPN Japão          | 1:09.97  | +2.05     |                  |
| 21   | 1   | I    | Tatsuya Shinhama            | JPN Japão          | 1:10.00  | +2.08     |                  |
| 22   | 8   | I    | Antoine Gélinas-Beaulieu    | CAN Canadá         | 1:10.075 | +2.15     |                  |
| 23   | 5   | O    | Denis Kuzin                 | KAZ Cazaquistão    | 1:10.077 | +2.15     |                  |
| 24   | 7   | O    | Kim Min-seok                | KOR Coreia do Sul  | 1:10.08  | +2.16     |                  |
| 25   | 3   | O    | Bjørn Magnussen             | NOR Noruega        | 1:10.14  | +2.22     |                  |
| 26   | 8   | O    | Joel Dufter                 | GER Alemanha       | 1:10.16  | +2.24     |                  |
| 27   | 6   | O    | Mathias Vosté               | BEL Bélgica        | 1:10.22  | +2.30     |                  |
| 28   | 9   | O    | Allan Dahl Johansson        | NOR Noruega        | 1:10.34  | +2.42     |                  |
| 29   | 2   | O    | Austin Kleba                | USA Estados Unidos | 1:10.67  | +2.65     |                  |
| 30   | 15  | O    | Kai Verbij                  | NED Países Baixos  | 1:14.17  | +6.25     |                  |

Legenda
| Recorde mundial      | Recorde mundial (World record)               |                       | Recorde africano                      | Recorde africano (African) |                                           | Q | Classificado por posição (Qualified) |
| Recorde olímpico     | Recorde olímpico (Olympic record)            | Recorde da América    | Recorde da América (Americas)         | q                          | Classificado por melhor tempo (Qualified) |   |                                      |
| Melhor marca do ano  | Melhor marca do ano (World leading)          | Recorde asiático      | Recorde asiático (Asian)              | DNS                        | Não largou (Did not start)                |   |                                      |
| Recorde nacional     | Recorde nacional (National record)           | Recorde europeu       | Recorde europeu (European)            | DNF                        | Não terminou (Did not finish)             |   |                                      |
| Recorde pessoal      | Recorde pessoal do atleta (Personal best)    | Recorde da Oceania    | Recorde da Oceania (Oceania)          | DSQ / DQ                   | Desclassificado (Disqualified)            |   |                                      |
| Recorde da temporada | Recorde da temporada do atleta (Season best) | Recorde sul-americano | Recorde sul-americano (South America) | NM                         | Sem marca (No mark)                       |   |                                      |

### Patinação de velocidade
| Recorde de pista | Recorde da pista (Track record)               |  |  |
| QA               | Classificado para a final A                   |  |  |
| QB               | Classificado para a final B                   |  |  |
| ADV              | Classificado após decisão arbitral (Advanced) |  |  |
| PEN              | Pênalti                                       |  |  |
| YC               | Cartão amarelo (Yellow Card)                  |  |  |